# Hans-Joachim Fliedner
Hans-Joachim Fliedner (* 13. März 1940 in Hamburg) ist ein deutscher Historiker, Pädagoge und Kulturpolitiker. Er hat sich besonders mit der Erforschung der Geschichte der Demokratie in Deutschland und der Ursachen ihres Scheiterns im Nationalsozialismus beschäftigt. Auf seine Initiative hin wurde der „Salmen“ in Offenburg, ein ehemaliges Wirtshaus und spätere Synagoge, als bedeutender Ort der deutschen Demokratiegeschichte entdeckt und politisch anerkannt. Für dieses Engagement erhielt Fliedner 1999 den Gustav-Heinemann-Bürgerpreis und 2024 die Staufermedaille in Gold des Landes Baden-Württemberg.

## Leben
Hans-Joachim Fliedner war das dritte von sechs Kindern des Pfarrers Alfred Fliedner und der Lehrerin Margarete geborene Dütemeyer. Fliedner ist Spross einer traditionsreichen Pastorenfamilie. Unter anderen gehört der Sozialreformer Theodor Fliedner in seine Ahnenreihe. Zu den frühesten Kindheitserinnerungen Fliedners gehören die verheerenden Bombenangriffe der Royal Air Force auf Hamburg im Rahmen der Operation Gomorrha, unter anderem der Feuersturm in der Nacht vom 27. auf den 28. Juli 1943. Von den dörflichen Vierlanden am Rande Hamburgs, zu denen Curslack gehörte, war der Feuersturm deutlich zu sehen.
Das Schweigen in den 1950er Jahren über die Ungeheuerlichkeit des Holocaust befremdete den jungen Fliedner. Er hinterfragte die Rolle seines Vaters im Krieg und den ausgebliebenen Widerstand, was zunehmend zu Konflikten führte. Um zu verstehen, wie es zu dem ungeheuerlichen Kulturbruch des Nationalsozialismus und der deutschen Vernichtungslager für die Kulturnation Deutschland kommen konnte, begann Fliedner 1959 ein Geschichtsstudium in Heidelberg. Stationen waren Hamburg und erneut Heidelberg. Dort gab ihm das Collegium Academium wesentliche Impulse für sein späteres berufliches Wirken. Dieses Studienkolleg war nach 1945 als demokratische, selbstverwaltete Institution ins Leben gerufen worden.
Unter Leitung des Philosophen Dieter Henrich nahm er ab Wintersemester 1959/60 an Studienreisen nach Prag, Berlin und Leipzig teil. Bei diesen stand der Ost-West-Gegensatz und dessen mögliche Auflösung im Mittelpunkt. In Prag geschah dies im Gefolge und im Zusammenhang mit der Christlichen Friedenskonferenz, auf der Fliedner die Vorboten des Prager Frühlings zur Schaffung eines Sozialismus mit menschlichem Antlitz und die Rehabilitation des in den Staaten des Warschauer Pakts verbotenen Werks Franz Kafkas verfolgte. An der aufkommenden 68er-Bewegung des Westens störten ihn die totalitären Züge und der damals seiner Meinung nach sehr dem Antisemitismus gleichende Antizionismus.
Nach dem Staatsexamen 1965 nahm Fliedner eine befristete Stelle zur Aufarbeitung der Judenverfolgung in Mannheim an. 1968/1969 absolvierte er ein Referendariat für das Lehramt an Gymnasien Schwetzingen und Weinheim. An diesen unterrichtete er auch  - unterbrochen durch eine einjährige Abordnung zur Dienstleistung an das Stadtarchiv Mannheim -  bis 1973. 1971 wurde Fliedner mit der Dissertation „Die Judenverfolgung in Mannheim 1933-1945“ von der philosophisch-historischen Fakultät der Universität Heidelberg promoviert.
1972 berief ihn der Gemeinderat Offenburg zum Leiter des Stadtarchivs, des Stadtmuseums und der Volkshochschule gewählt. Er trat diese Stelle am 1. April 1973 an. Ab 1975 nahmen die Oberbürgermeister von Offenburg, Martin Grüber, und dessen Nachfolger Wolfgang Bruder mehrere Aufgabenerweiterungen vor. So vereinigte Fliedner nach und nach alle kulturellen Institutionen als „Fachbereichsleiter Kultur“ in seiner Hand.
Als solcher gab er seinem Amt Strukturen und versuchte, ein spezifisches Offenburger Geschichtsbewusstsein zu entwickeln. Zunächst zeigte er in Zusammenarbeit und mit Unterstützung des Westfälischen Landesmuseums für Kunst- und Kulturgeschichte eine Ausstellung zu dem in der Ortenau wirkenden  Barockschriftsteller Hans Jakob Christoffel von Grimmelshausen, der 1639 bis 1648 Schreiber beim Regiment des Freiherrn Hans Reinhardt von Schauenburg in Offenburg war. 1978 wurde das jüdische Ritualbad, die Mikwe im Offenburger Untergrund, zugänglich gemacht. Fliedner regte aufgrund von Lesefunden Suchgrabungen in Offenburg-Zunsweier an, die in Zusammenarbeit mit Gerhard Fingerlin vom Denkmalamt Freiburg zur Entdeckung und von 1983 bis 1988 zur Erforschung des von den Römern errichteten Kastell Zunsweier führten.
1992 begann die Aufarbeitung der Demokratiebewegung in Offenburg, die in das Offenburger Freiheitsfest von 1997 und in den Erwerb des „Salmen“ durch die Stadt Offenburg mündeten. 1999 erhielt Fliedner dafür den Gustav-Heinemann-Bürgerpreis. Auf seine Initiative hin feierte der Heimatort Offenburg-Bohlsbach im Jahr 2001 Leben und Werk seines berühmtesten Sohns, des Mediziners, Naturforschers und Naturphilosophen Lorenz Oken. Ein Sammelband zum Stand der Oken-Forschung in Zusammenarbeit mit der Universität Jena ist dazu 2001 erschienen.
Am 20. September 2002 wurde der „Salmen“ in Offenburg durch Bundespräsident Johannes Rau als Denkmal (Kulturgut) von nationaler Bedeutung eröffnet. Kurz darauf wurde Hans-Joachim Fliedner zum 1. April 2003 in den Ruhestand verabschiedet.

## Der Salmen
Erstmalig erwähnt wurde das Bauwerk am südlichen Ende der Langen Straße im Offenburger Ratsprotokoll als Straußwirtschaft, Poststation und Werbelokal für Soldaten im Jahr 1787. Dort fand am 12. September 1847 die Versammlung der „entschiedenen Freunde“ der Badischen Verfassung (1818) statt: „Am nächsten Sonntag, den 12. September, Mittags 1 Uhr, findet im hiesigen Gasthause zum Salmen eine Versammlung von Verfassungsfreunden aus verschiedenen Theilen des Landes statt, zum Zwecke gegenseitiger Besprechung und Verständigung.“ Diese Einladung zur Offenburger Versammlung 1847 markiert den öffentlichkeitswirksamen Beginn der demokratischen Bewegung in Baden. Der Einladung folgten rund 900 Menschen. Dicht gedrängt hörten sie im Saal die Proklamation der „13 Forderungen des Volkes in Baden“, des ersten Grundrechte-Katalogs in Deutschland auf der Basis unveräußerlicher Menschenrechte. Dass sich die „entschiedenen Freunde der Verfassung“ um Friedrich Hecker und Gustav Struve in Offenburg trafen, hatte zwei maßgebliche Gründe. Zum einen liegt Offenburg in der Mitte Badens und war aus allen Richtungen des Großherzogtums über die Großherzoglich Badische Staatseisenbahnen gut erreichbar, zum anderen hatte Offenburg mit Gustav Rée einen jungen und liberalen Bürgermeister. Die später niedergeschlagene Badische Revolution von 1848/1849 nahm von hier ihren Ausgang.
28 Jahre nach der Verkündung der Forderungen erfuhr der „Salmen“ eine Umwidmung. 1875 erwarb die Jüdische Gemeinde Offenburg den Komplex und nutzte ihn als Synagoge. Wieder 63 Jahre später, in der Nacht vom 9. auf den 10. November 1938, plünderten und verwüsteten NS-Aktivisten und Offenburger Bürger im Rahmen der Novemberpogrome die Inneneinrichtung des Gebetshauses.
Als Hans-Joachim Fliedner 1972 sein Amt in Offenburg antrat, erkannte er die demokratiegeschichtliche Bedeutung des „Salmen“: Er stellte mit seiner Bipolarität – den 13 Offenburger Forderungen des Volkes in Baden von 1847 als erstem demokratischen Grundrechteentwurf in Deutschland auf der Basis unveräußerlicher Menschenrechte auf der einen Seite und dem Novemberpogrom von 1938 als extremem Ausdruck des Scheiterns der deutschen Demokratiebewegung auf der anderen – einen exemplarischen Lernort für die demokratische Staatsform und ihre Bedrohtheit dar.
Fliedner begann mit strategischem Geschick eine Art kommunaltherapeutischen Prozess, indem er zuerst gegen beträchtliche Widerstände in der Stadt die Verwüstung der Synagoge 1938 zum Thema machte. Die Widerstände erklären sich durch den Umstand, dass Personen, die bei der Verwüstung des „Salmen“ mitgewirkt hatten, in Offenburg teils noch hochgeachtet in Amt und Würden waren. Schließlich gab es 40 Jahre nach dem Pogrom, am 8. November 1978, erstmals eine Gedenkfeier und eine Tafel am „Salmen“, die an dieses Ereignis erinnerten. Ab 1992 erfolgte die Aufarbeitung der Demokratiebewegung, die mit dem „Salmen“ verbunden war. Sie mündete in mehreren Publikationen und einem dreitägigen „Freiheitsfest“ vom 11. bis 13. September 1997. Während dieses Festes besuchte Ignatz Bubis, der damalige Vorsitzende des Zentralrats der Juden in Deutschland, den „Salmen“, der zu dieser Zeit als Lager für Elektrogeräte genutzt wurde. Im Rahmen des Freiheitsfestes beschloss die Stadt Offenburg, den „Salmen“ zu erwerben und in eine Gedenkstätte umzuwandeln. Mit der Eröffnung des „Salmen“ als Denkmal von nationaler Bedeutung am 20. September 2002 – als Veranstaltungsort sowie als Gedenkstätte mit Erinnerungsorten sowohl für die Versammlung von 1847 als auch für die ausgelöschte Offenburger jüdische Gemeinde – war Fliedners Werk vollendet.

## Ehemalige Mitglieder der jüdischen Gemeinde Offenburg
In einem nächsten Schritt machte sich die Stadt Offenburg auf Initiative Fliedners daran, die vor Nazi-Verfolgung ins Ausland geflohenen ehemaligen Mitglieder der jüdischen Gemeinde Offenburg zu kontaktieren. Erste Initiativen dieser Art hatten bereits in den 1960er Jahren in deutschen Großstädten begonnen. Ab den 1980er Jahren verstärkten sich diese Bemühungen deutscher Städte. In Offenburg ist 1987 der erste Besuch dieser Art dokumentiert, weitere folgten 1993, 2001 und 2002. Fliedner pflegte die Kontakte weit über seine Amtszeit hinaus. Dank dieser Grundlagenarbeit kommen bis heute Angehörige dieser Familien ins Offenburger Stadtarchiv und finden dort Schriftquellen und Auskünfte des Archivpersonals über ihre Verwandten und die jüdische Gemeinde Offenburg. In Fliedners Amtszeit fällt auch die Aufarbeitung des Kapitels Zwangsarbeit in Offenburg. Das Stadtarchiv Offenburg gab 1988 das Buch Fremdarbeiter in Offenburg 1940–1945 des Historikers Bernd Boll heraus.

## Israel und Palästina
Schon Fliedners Ururgroßvater Theodor Fliedner gründete 1851 in Jerusalem ein Kinderheim für arabische Mädchen. Fliedner selbst beschäftigte sich seit seiner Pensionierung mit der Religionsgemeinschaft der Quäker, die sich zu einem bedingungslosen Pazifismus bekennen. Er reiste in die USA, nach Philadelphia, zum Studium ihrer Lehre. Über die Quäker, die auch im Nahostkonflikt ihre Friedensarbeit einbringen, kam er 2004 und 2005 nach Palästina/Israel. Bei der Sabeel-Konferenz 2004 am Sabeel Ecumenical Liberation Theology Center in Jerusalem hatte er Gelegenheit, mit dem damaligen Palästinenserpräsidenten Jassir Arafat zu sprechen.

## Schriften (Auswahl)
Monographien
- Die Judenverfolgung in Mannheim 1933–1945 (= Veröffentlichungen des Stadtarchivs Mannheim. Band 1 und 2). Bd. 1: Darstellung; Bd. 2 Dokumente. Kohlhammer, Stuttgart 1971 (zugleich: Dissertation, Universität Heidelberg – 2. Aufl. 1991, ISBN 3-17-011506-5).
- Die Bibel – Handschrift, Druckwerk, Lebensbuch: Begleitheft zur Ausstellung Gutenbergbibel in Offenburg vom 9. September – 5. Oktober 1980. Stadtarchiv Offenburg.
- Mit Michael Friedmann: Offenburg und seine Fastnacht: Damals und heute 1483–1983. Hrsg.: Stadtarchiv Offenburg und Museum im Ritterhaus. Reiff, Offenburg 1983, OCLC 11405631.
- Mit Luitgard Nipp-Stolzenburg, Peter Schupp: Volkshochschule in einer Mittelstadt: Beispiel Offenburg. (Perspektiven kommunaler Erwachsenenbildung), Stadt Offenburg, 1988.
- Mit Michael Friedmann, Wolfgang M. Gall: 150 Jahre Deutsche Revolution. Ergebnisse des Offenburger Kolloquiums vom 8. Oktober 1993, Stadt Offenburg, 1993.
- Mit Michael Friedmann, Wolfgang M. Gall, Edgar Common: Der Salmen in Offenburg, zur Eröffnung des Denkmals von nationaler Bedeutung, Stadtarchiv Offenburg, 2002.

Herausgeberschaften
- Dichter am Oberrhein. Eine Vortragsreihe an der Volkshochschule Offenburg mit einem Abriss der Geschichte der VHS. Reiff, Offenburg 1993, ISBN 3-922663-19-2.
- Mit Olaf Breidbach, Klaus Ries (Hrsg.): Lorenz Oken (1779–1851) Ein politischer Naturphilosoph, H. Böhlaus Nachfolge, Weimar 2001, ISBN 978-3-7400-1165-9.

Artikel
- Geschichte der Erwachsenenbildung in Offenburg 1902–1970, in: Die alte Stadt. Zeitschrift für Stadtgeschichte, Stadtsoziologie und Denkmalpflege. Bd. 3, Kohlhammer, München 1981, S. 324–336.
- Judenverfolgung im Dritten Reich anhand Badischer Quellen, Landesgeschichte im Unterricht / hrsg. von der Landesstelle für Erziehung und Unterricht, 3/1982, Stuttgart, S. 35–46, 89–96.
- Die Offenburger Presselandschaft von 1945–1950, in: Die Ortenau, Bd. 68, 1988.
- Eine Stadt erinnert sich, Versuch einer lokalen Aufarbeitung des Erinnerns an die Demokratiebewegung 1847 bis 1849, in Dieter Langewiesche (Hrsg.): Demokratiebewegung und Revolution 1847 bis 1849, anläßlich eines wissenschaftlichen Kolloquiums des Kulturamtes Offenburg vom 22./23.9.1997 zum Offenburger Freiheitsfest. Braun, Karlsruhe 1998.
- Aufarbeitung der Demokratiebewegung 1847–1849 am Beispiel Offenburg, in: Christian Engeli, Wolfgang Hofmann, Horst Matzerath; in Verbindung mit Hans Eugen Specker:  Informationen zur modernen Stadtgeschichte – Stadt und Revolution 1948/49, Deutsches Institut für Urbanistik, Berlin 1/1998, S. 14 ff.
- Gefangenenlager in französisch Nordafrika 1940 bis 1943: Ein Forschungsproblem, in: Jahresberichte für deutsche Geschichte, Berlin 2003, S. 47–53.
- Das Verhalten der Badischen Kirchenleitung in den 60er und 70er Jahren des 20. Jahrhunderts zur Frage ihres Handelns im NS-Staat. Ein an Archivalien überprüfter Zeitzeugenbericht, in: Jahrbuch für badische Kirchen- und Religionsgeschichte, 4. 2010, S. 77–91.